# الصهریج
الصهریج (به فرانسوی: Assahrij) یک شهرک در مراکش است که در استان قلعه سراغنه واقع شده‌است. الصهریج ۱٬۷۳۲ نفر جمعیت دارد.